# Тибра
«Тибра» — российский художественный фильм российского режиссёра Анны Гороян с Викторией Исаковой и Анной Пересильд в главных ролях. Вышел на экраны в 2022 году, был удостоен одной из главных женских наград на кинофестивале SOL в Торревьехе (за актёрскую работу Пересильд).

## Сюжет
Действие фильма происходит в маленьком российском посёлке, где бесследно исчезает маленькая девочка. Последний человек, который её видел, — 13-летний подросток-альбинос Лиза по прозвищу Мука. Она уверена, что к исчезновению причастно мистическое существо Тибра.

## В ролях
| Актёр               | Роль                           |
| ------------------- | ------------------------------ |
| Виктория Исакова    | Яна Шурупова, мать Алексея     |
| Анна Пересильд      | Лиза (Мука)                    |
| Артём Быстров       | Михаил, отец Муки              |
| Владислав Коноплёв  | Алексей Шурупов (Шуруп)        |
| Василиса Савкина    | Катя Зайцева (Зайка)           |
| Александра Пузанова | младшая сестра Муки            |
| Ольга Калашникова   | мать Муки                      |
| Евгений Санников    | Юрий, участковый               |
| Марина Васильева    | Вероника Воронина, следователь |
| Фёдор Федосеев      | Гвоздь, младший брат Юрия      |
| Сергей Маркеев      | Огурец, друг (Гвоздя)          |
| Алёна Кучкова       | мать Кати                      |
| Сергей Сафронов     | Сергей Зайцев, отец Кати       |

## Релиз и восприятие
Премьера фильма состоялась в 2022 году на кинофестивале SOL в Торревьехе. Картина была благосклонно встречена критиками, а Анна Пересильд получила главную женскую награду фестиваля.